# Cash McCall
Cash McCall, geboren als Morris Dollison jr. (New Madrid, 28 januari 1941 – Merrillville, 20 april 2019), was een Amerikaanse electric blueszanger, gitarist en songwriter.

## Biografie
McCall werd opgeroepen voor het Amerikaanse leger en vestigde zich daarna in Chicago, waar hij een poos als kind had gewoond. In 1964 speelde hij gitaar en zong hij naast Otis Clay met de Gospel Songbirds, die opnamen voor Excello Records. Cash voegde zich later bij het gospelensemble Pilgrim Jubilee Singers.
Onder zijn geboortenaam werd zijn debuut solosingle Earth Worm (1963) uitgebracht. Drie jaar later schreef hij samen met de platenproducent Monk Higgins When You Wake Up. Zijn eerste soul-gerelateerde demo werd uitgegeven door Thomas Records, dat hem uitbracht als Cash McCall. Het nummer plaatste zich in de Amerikaanse Billboard r&b-hitlijst (#19). Dit leidde tot een tournee van McCall met Lou Christie en Mitch Ryder in Caravan of Stars van Dick Clark. Volgende publicaties voor zowel Thomas Records als Checker Records konden zich echter niet plaatsen in de hitlijsten. Deze omvatten het nummer  It's Wonderful to Be in Love. In 1967 schreef McCall That's How It Is (When You're in Love), een top 30 r&b-hit voor Otis Clay.
Onder de voogdij van Willie Dixon werd McCall een sessiemuzikant en songwriter voor Chess Records. Eind jaren 1960 speelde McCall, samen met Jimmy Dawkins en Johnny Twist gitaar op enkele vroege opnamen van George 'Wild Child' Butler. McCall werd tijdens de jaren 1970 aangetrokken tot de blues. Hij nam het album Omega Man (1973) op, voordat hij in 1976 naar Los Angeles verhuisde. Hij nam het album No More Doggin' op, uitgebracht in 1983. In 1985 verschenen McCall en zijn band op het Long Beach Blues Festival. In 1987 bracht Stony Plain Records het album Cash Up Front uit. De collectie bevatte begeleiding door zodanige sterren als Nathan East en Welton Gite (bas), Chuck Findley (bugel, trompet), Les McCann en Richard Tee (piano), Phil Upchurch (ritmegitaar) en Hank Cicalo (geluidstechnicus) en Bernie Grundman (mastering).
McCall co-produceerde Willie Dixons Grammy Award-winnende Hidden Charms (1988) en speelde in de All-Stars band van Dixon. Sindsdien toerde hij als soloartiest en verscheen hij met de Chicago Rhythm and Blues Kings, waarvoor hij verschillende nummers heeft geschreven. Hij ondersteunde ook de zanger Big Twist en trad op in de Chicago Blues Review. De songs van McCall zijn opgenomen door The Blind Boys of Alabama, de Mighty Reapers, Margie Evans, Tyrone Davis en Mitty Collier. In 2018 herenigden McCall en zijn oude vriend en collega-muzikant Benny Turner uit Chicago zich in de studio om Going Back Home op te nemen, dat werd uitgebracht in januari 2019.

## Overlijden
Cash McCall overleed in april 2019 op 78-jarige leeftijd aan de gevolgen van longkanker.

## Discografie

### Singles
- 1966: You Can't Take Love / Let's Get a Thing Going On (Thomas)
- 1966: You Mean Everything to Me / That Lucky Old Sun (Thomas)
- 1966: Let's Try It Over / It's Wonderful (To Be in Love) (Thomas)
- 1967: I'm in Danger / S. O. S. (Checker Records)
- 1969: We've Come a Long Way Together / It's Not How Good You Make It (Checker Records)
- 1969: I'll Always Love You / More Power to You (PS Records)

### Albums
- 1973: Omega Man (Paula Records)
- 1983: No More Doggin' (L & R Records)
- 1987: Cash Up Front (Stony Plain Records)
- 2019: Going Back Home (met Benny Turner) (bevat Cash's originele song Money)

### Compilaties
- 1996: Blues Classics (L & R Records)
- 2007: The Best of Cash McCall	(Snowball Records)

### Als sideman
Met Dorothy Ashby
- 1970: The Rubaiyat of Dorothy Ashby (Cadet Records)

Met Howlin' Wolf
- 1971: Message to the Young (Chess Records) - producen, arrangeur en dirigent

Met Jack McDuff
- 1969: Gin and Orange (Cadet Records)

Met Phil Upchurch
- 1970: The Way I Feel (Cadet Records)

- Gemeinsame Normdatei: 134450655
- International Standard Name Identifier: 0000 0000 5548 2917
- Library of Congress Control Number: n87801602
- MusicBrainz: e1de5a47-6797-489f-a978-3fca2c72690c
- Virtual International Authority File: 58132319
- WorldCat: E39PBJk8VRwW994hfp3tGcXGHC